# 昆蘭樹畸節蜱
昆蘭樹畸節蜱（学名：Abacarus aralioidus）为節蜱科畸節蜱屬下的一个种。